# Die Schwestern oder Casanova in Spa
Die Schwestern oder Casanova in Spa ist ein Lustspiel in Versen in einem Akt von Arthur Schnitzler. Die Uraufführung fand am 26. März 1920 im Burgtheater in Wien statt.

## Handlung
In einem Gasthof in Spa an einem Vormittag, nachdem die Gäste sich in der Nacht zuvor mit Kartenspielen vergnügt haben. Casanova hat dabei eine erhebliche Summe an den Offizier a. D. Gudar verloren und danach den Rest der Nacht mit Anina, Andrea Bassis Verlobter, verbracht.
I.
Anina schreibt in ihrem Zimmer einen Brief an Casanova, in dem sie ihn auffordert, Spa sofort zu verlassen, als Gudar eintritt, sich mit ihr  unterhält und dabei ein schlechtes, aber in seinen Augen zutreffendes Bild von Casanova gibt. Nachdem Gudar gegangen ist, lässt sie den Brief durch den Kellner Tito in den Gasthof bringen, in dem Casanova wohnt. Sie wird danach von Baronin Santis aufgesucht, die im Gespräch mit Anina ein anderes, aber ebenfalls schlechtes Bild von Casanova zeichnet. Sie schlägt Anina vor, zusammen mit ihr und Baron Santis als Glücksritter durch die Welt zu ziehen, was Anina ablehnt. Baron Santis kommt hinzu und lädt beide zu einem Gastmahl ein, das er vorbereiten lässt. Als Andrea Bassi erscheint, zeichnet sich ein Streit zwischen den Verlobten ab. Die Santis lassen die beiden allein. Anina gesteht Andrea die Liebesnacht mit Casanova, die beiden trennen sich.
II.
Casanova sucht Andrea auf und bittet ihn um ein Darlehen, um von Gudar auf einer gemeinsam unternommenen Reise sein verlorenes Vermögen zurückzugewinnen. In den Verhandlungen darüber stellt sich heraus, dass Casanova glaubt, die Nacht mit Baronin Santis verbracht zu haben. Casanova erhält das Darlehen und bricht auf, ohne von Andrea über die Verwechslung aufgeklärt worden zu sein. Anina kommt, um ihr Gepäck abzuholen. Andrea erklärt ihr was geschehen ist und will ihr verzeihen, Anina lehnt dies ab. Baronin Santis kommt hinzu, es kommt zum Streit zwischen den Frauen. Als Baron Santis kommt, um alle zum Gastmahl abzuholen, erklärt Andrea den Streit mit einer Auseinandersetzung um ein „liebesphilosophisches“ Problem, erzählt unter einem Deckmantel die Begebenheiten der letzten Nacht und will von Baron Santis wissen, welche der Frauen „Anspruch“ auf eine länger andauernde Affäre mit dem verirrten Liebhaber hat. Santis möchte diese Entscheidung lieber Casanova überlassen, der überraschend für alle zum Gastmahl zurückkehren wird.
III.
Während Casanova sein Urteil über die Geschichte fällt, dass das ganze Abenteuer nichtig sei, da jeder der Beteiligten um seinen eigentlichen Wunschpartner betrogen worden sei, begreift Santis den wahren Sachverhalt und beginnt mit Casanova einen Fechtkampf. Da wird von Gudar Teresa hereingeführt, eine von Casanova verlassene Tänzerin, die ihm nachgereist ist und mit ihm nach Wien zu ihrem nächsten Engagement weiterreisen möchte.  Die beiden versöhnen sich. Außerdem kommen zwei ehemalige Liebhaber Teresas im Gasthof an, um sie zu sprechen. Casanova lädt beide zum Gastmahl hinzu. Teresa erreicht die Versöhnung zwischen den Santis‘, Casanova schließlich die zwischen Anina und Andrea.

## Entstehungsgeschichte, Form, Uraufführung, Verhältnis zur Vorlage
Für das Lustspiel ließ Schnitzler sich von einer Episode aus dem Jahr 1767 in den Memoiren des Giacomo Casanova inspirieren. Keine der dort erwähnten Personen und Ereignisse finden sich im Lustspiel wieder. Schnitzler verlegte die Handlung ins Jahr 1757 und benutzt lediglich die Grundkonstellation von Casanovas Aufenthalt in Spa (Aufenthalt in einem Gasthof und Glücksspiele). Das Lustspiel ist Schnitzlers erste Verwendung eines Casanova-Stoffes. Vollendet 1917, erschien es zuerst im Oktober 1919 in der „Deutschen Rundschau“ und im selben Jahr im S. Fischer Verlag. Schnitzler gab dem Lustspiel die Großform von drei Akten (als I, II und III bezeichnet) in einem. 1918 legt er mit der Novelle „Casanovas Heimfahrt“ eine weitere Bearbeitung des Stoffes vor. 1918 lehnte das Burgtheater unter Hermann Bahr und Leopold Andrian die Uraufführung ab, auch weitere Bühnen verzichteten. Erst 1920 nahm das Burgtheater das Stück zur Uraufführung an. Die erste Aufführungsserie endete im Mai 1920. In diesem Monat wurde das Stück auch im Schönbrunner Schloßtheater aufgeführt.

## Kritiken
Die Kritiken nahmen das Stück schlecht auf. Bemängelt wurde die dünne, für die Länge von drei Akten nicht ausreichende Handlung, insgesamt ein für ein Lustspiel fehlender Unterhaltungswert und die schwer nachzuvollziehende Quintessenz des Stückes (Treue erweist sich  durch die Rückkehr zum Partner nach einem Seitensprung). Auch die Leistung der Schauspieler wurde zwiespältig betrachtet.

## Zeitgenössische Uraufführungen von Bearbeitungen des Casanova-Stoffes
Während am Burgtheater die erste Inszenierung am Spielplan stand, kam in den Kammerspielen ein „Scherzo“ Ferdinand Bonns mit dem Titel „Casanova“ zur Uraufführung. Außerdem wurde der Stummfilm „Das Herz des Casanova“ von Bruno Kastner (Drehbuch) und Erik Lund (Regie) in den Kinos gezeigt.